# Bahnstrecke Järna–Åby
| Bahnhof in Vagnhärad |                                    |                                                    |                                                    |
| Streckenlänge: | 109 km                             |                                                    |                                                    |
| Spurweite: | 1435 mm (Normalspur)               |                                                    |                                                    |
| Stromsystem: | 15 kV 16 2/3 Hz ~                  |                                                    |                                                    |
| Maximale Neigung: | 12,5 ‰                             |                                                    |                                                    |
| Minimaler Radius: | 600 m                              |                                                    |                                                    |
| Streckengeschwindigkeit: | Bandel 421: (Järna)–(Åby) 160 km/h |                                                    |                                                    |
| |                                    |                                                    |                                                    |
| \| \| \| Västra stambanan von Södertälje \| \| \| \| \| Gerstaberg (Teil des Ostlänken) \| \| \| \| \| Ostlänken \| \| \| \| 48,0 \| Järna \| 36 m ö.h. \| \| \| \| Västra stambanan nach Katrineholm \| \| \| \| 8,2 \| Hölö (ehem. Personenhalt) \| Hölö (ehem. Personenhalt) \| \| \| 10,8 \| Norrvrå (bis 1972) \| Norrvrå (bis 1972) \| \| \| 18,5 \| Vagnhärad \| Vagnhärad \| \| \| \| Trosaån \| \| \| \| 22,8 \| Västerljung \| Västerljung \| \| \| 31,6 \| Lästringe (ehem. Personenhalt) \| Lästringe (ehem. Personenhalt) \| \| \| 37,6 \| Tystberga (ehem. Personenhalt) \| Tystberga (ehem. Personenhalt) \| \| \| 45,0 \| Svärtagård \| Svärtagård \| \| \| 49,8 \| Sjösa (ehem. Personenhalt) \| Sjösa (ehem. Personenhalt) \| \| \| \| \| \| \| \| 55,2 \| Nyköpings Östra \| Nyköpings Östra \| \| \| \| Nyköpingsån \| \| \| \| \| Ostlänken \| \| \| \| 56,8 \| Nyköping C (Keilbahnhof) \| Nyköping C (Keilbahnhof) \| \| \| \| Bahnstrecke Kolbäck–Oxelösund von Oxelösund \| \| \| \| \| Ostlänken \| \| \| \| \| Skavsta (Flughafen Stockholm-Skavsta) \| \| \| \| \| Bahnstrecke Kolbäck–Oxelösund nach Eskilstuna \| \| \| \| 65,2 \| Enstaberga (ehem. Personenhalt) \| Enstaberga (ehem. Personenhalt) \| \| \| 68,5 \| Grova grusgrop (1917–1943, früher Harsta grusgrop, \| Grova grusgrop (1917–1943, früher Harsta grusgrop, \| \| \| \| 2,7 km bis Sigtomtamalmen) \| \| \| \| 72,7 \| Jönåker (ehem. Personenhalt) \| Jönåker (ehem. Personenhalt) \| \| \| \| Kilaån \| \| \| \| 82,0 \| Ålberga (ehem. Personenhalt) \| Ålberga (ehem. Personenhalt) \| \| \| 90,6 \| Stavsjö (ehem. Personenhalt) \| Stavsjö (ehem. Personenhalt) \| \| \| \| Strecke Kolmården–Virå (Schmalspurbahn 600 mm) \| \| \| \| 96,7 \| Kolmården \| Kolmården \| \| \| 98,6 \| Bråviken (früher Kolmårdssanatoriet) \| Bråviken (früher Kolmårdssanatoriet) \| \| \| 99,8 \| Porsgata \| Porsgata \| \| \| 101,3 \| Getå turiststation (früher Bråvikenstrand) \| Getå turiststation (früher Bråvikenstrand) \| \| \| 102,5 \| Getå lastplads (ab 1947 Bråvikens lastplats) \| Getå lastplads (ab 1947 Bråvikens lastplats) \| \| \| 103,1 \| Getå (ehem. Personenhalt) \| Getå (ehem. Personenhalt) \| \| \| 104,3 \| Sikudden (1950–1965) \| Sikudden (1950–1965) \| \| \| 105,9 \| Björnsnäs (1927–1965) \| Björnsnäs (1927–1965) \| \| \| 107.5 \| Bråvalla \| Bråvalla \| \| \| \| Ostlänken \| \| \| \| \| Södra stambanan von Katrineholm \| \| \| \| 108,6 \| Åby (ehem. Personenhalt) \| Åby (ehem. Personenhalt) \| \| \| \| Kardonbanan \| \| \| \| \| Norrköping godsbangård \| \| \| \| \| \| \| \| \| (116,2) \| Norrköping \| Norrköping \| \| \| \| Södra stambanan nach Linköping \| \| \| \| \| \| \| \| Quellen: [2][3][4][5] \| \| \| \| |                                    |                                                    |                                                    |
| Strecke |                                    | Västra stambanan von Södertälje                    | Västra stambanan von Södertälje                    |
| ehemaliger Dienststation / Betriebs- oder Güterbahnhof |                                    | Gerstaberg (Teil des Ostlänken)                    | Gerstaberg (Teil des Ostlänken)                    |
| Abzweig geradeaus und ehemals nach links · Strecke von rechts (außer Betrieb) |                                    | Ostlänken                                          | Ostlänken                                          |
| Bahnhof · Bahnhof (Strecke außer Betrieb) | 48,0                               | Järna                                              | 36 m ö.h.                                          |
| Abzweig geradeaus und nach rechts · Strecke (außer Betrieb) |                                    | Västra stambanan nach Katrineholm                  | Västra stambanan nach Katrineholm                  |
| Dienststation / Betriebs- oder Güterbahnhof · Strecke (außer Betrieb) | 8,2                                | Hölö (ehem. Personenhalt)                          | Hölö (ehem. Personenhalt)                          |
| ehemaliger Haltepunkt / Haltestelle · Strecke (außer Betrieb) | 10,8                               | Norrvrå (bis 1972)                                 | Norrvrå (bis 1972)                                 |
| Bahnhof · Bahnhof (Strecke außer Betrieb) | 18,5                               | Vagnhärad                                          | Vagnhärad                                          |
| Brücke über Wasserlauf · Strecke (außer Betrieb) |                                    | Trosaån                                            | Trosaån                                            |
| ehemaliger Bahnhof · Strecke (außer Betrieb) | 22,8                               | Västerljung                                        | Västerljung                                        |
| Dienststation / Betriebs- oder Güterbahnhof · Strecke (außer Betrieb) | 31,6                               | Lästringe (ehem. Personenhalt)                     | Lästringe (ehem. Personenhalt)                     |
| Dienststation / Betriebs- oder Güterbahnhof · Strecke (außer Betrieb) | 37,6                               | Tystberga (ehem. Personenhalt)                     | Tystberga (ehem. Personenhalt)                     |
| ehemaliger Bahnhof · Strecke (außer Betrieb) | 45,0                               | Svärtagård                                         | Svärtagård                                         |
| Dienststation / Betriebs- oder Güterbahnhof · Strecke (außer Betrieb) | 49,8                               | Sjösa (ehem. Personenhalt)                         | Sjösa (ehem. Personenhalt)                         |
| Strecke von links (außer Betrieb) · Kreuzung geradeaus unten (Querstrecke außer Betrieb) · Abzweig geradeaus und nach rechts (Strecke außer Betrieb) |                                    |                                                    |                                                    |
| Strecke (außer Betrieb) · ehemaliger Haltepunkt / Haltestelle · Strecke (außer Betrieb) | 55,2                               | Nyköpings Östra                                    | Nyköpings Östra                                    |
| Brücke über Wasserlauf (Strecke außer Betrieb) · Brücke über Wasserlauf · Strecke (außer Betrieb) |                                    | Nyköpingsån                                        | Nyköpingsån                                        |
| Strecke (außer Betrieb) · Abzweig geradeaus und ehemals von links · Strecke nach rechts (außer Betrieb) |                                    | Ostlänken                                          | Ostlänken                                          |
| Strecke (außer Betrieb) · Bahnhof | 56,8                               | Nyköping C (Keilbahnhof)                           | Nyköping C (Keilbahnhof)                           |
| Strecke (außer Betrieb) · Abzweig geradeaus und von links |                                    | Bahnstrecke Kolbäck–Oxelösund von Oxelösund        | Bahnstrecke Kolbäck–Oxelösund von Oxelösund        |
| Abzweig geradeaus und von links (Strecke außer Betrieb) · Abzweig geradeaus und ehemals nach rechts |                                    | Ostlänken                                          | Ostlänken                                          |
| Bahnhof (Strecke außer Betrieb) · Strecke |                                    | Skavsta (Flughafen Stockholm-Skavsta)              | Skavsta (Flughafen Stockholm-Skavsta)              |
| Kreuzung geradeaus oben (Strecke geradeaus außer Betrieb) · Abzweig geradeaus und nach rechts |                                    | Bahnstrecke Kolbäck–Oxelösund nach Eskilstuna      | Bahnstrecke Kolbäck–Oxelösund nach Eskilstuna      |
| Strecke (außer Betrieb) · Dienststation / Betriebs- oder Güterbahnhof | 65,2                               | Enstaberga (ehem. Personenhalt)                    | Enstaberga (ehem. Personenhalt)                    |
| Strecke (außer Betrieb) · Abzweig geradeaus und ehemals nach rechts | 68,5                               | Grova grusgrop (1917–1943, früher Harsta grusgrop, | Grova grusgrop (1917–1943, früher Harsta grusgrop, |
| Strecke von links (außer Betrieb) · Strecke nach rechts (außer Betrieb) · Strecke |                                    | 2,7 km bis Sigtomtamalmen)                         | 2,7 km bis Sigtomtamalmen)                         |
| Strecke (außer Betrieb) · Dienststation / Betriebs- oder Güterbahnhof | 72,7                               | Jönåker (ehem. Personenhalt)                       | Jönåker (ehem. Personenhalt)                       |
| Brücke über Wasserlauf (Strecke außer Betrieb) · Brücke über Wasserlauf |                                    | Kilaån                                             | Kilaån                                             |
| Strecke (außer Betrieb) · Dienststation / Betriebs- oder Güterbahnhof | 82,0                               | Ålberga (ehem. Personenhalt)                       | Ålberga (ehem. Personenhalt)                       |
| Strecke (außer Betrieb) · Kopfbahnhof Streckenanfang (Strecke außer Betrieb) · Dienststation / Betriebs- oder Güterbahnhof | 90,6                               | Stavsjö (ehem. Personenhalt)                       | Stavsjö (ehem. Personenhalt)                       |
| Kreuzung (Strecken außer Betrieb) · Abzweig quer und nach rechts (Strecke außer Betrieb) · Kreuzung geradeaus oben (Querstrecke außer Betrieb) |                                    | Strecke Kolmården–Virå (Schmalspurbahn 600 mm)     | Strecke Kolmården–Virå (Schmalspurbahn 600 mm)     |
| Strecke nach links (außer Betrieb) · Strecke von rechts (außer Betrieb) · Bahnhof | 96,7                               | Kolmården                                          | Kolmården                                          |
| Strecke (außer Betrieb) · ehemaliger Haltepunkt / Haltestelle | 98,6                               | Bråviken (früher Kolmårdssanatoriet)               | Bråviken (früher Kolmårdssanatoriet)               |
| Strecke (außer Betrieb) · ehemaliger Haltepunkt / Haltestelle | 99,8                               | Porsgata                                           | Porsgata                                           |
| Strecke (außer Betrieb) · ehemaliger Haltepunkt / Haltestelle | 101,3                              | Getå turiststation (früher Bråvikenstrand)         | Getå turiststation (früher Bråvikenstrand)         |
| Strecke (außer Betrieb) · ehemalige Blockstelle | 102,5                              | Getå lastplads (ab 1947 Bråvikens lastplats)       | Getå lastplads (ab 1947 Bråvikens lastplats)       |
| Strecke (außer Betrieb) · Dienststation / Betriebs- oder Güterbahnhof | 103,1                              | Getå (ehem. Personenhalt)                          | Getå (ehem. Personenhalt)                          |
| Strecke (außer Betrieb) · ehemaliger Haltepunkt / Haltestelle | 104,3                              | Sikudden (1950–1965)                               | Sikudden (1950–1965)                               |
| Strecke (außer Betrieb) · ehemaliger Haltepunkt / Haltestelle | 105,9                              | Björnsnäs (1927–1965)                              | Björnsnäs (1927–1965)                              |
| Strecke (außer Betrieb) · ehemaliger Haltepunkt / Haltestelle | 107.5                              | Bråvalla                                           | Bråvalla                                           |
| Strecke nach links (außer Betrieb) · Kreuzung geradeaus unten (Querstrecke außer Betrieb) · Strecke von rechts (außer Betrieb) |                                    | Ostlänken                                          | Ostlänken                                          |
| Abzweig geradeaus und von rechts · Strecke (außer Betrieb) |                                    | Södra stambanan von Katrineholm                    | Södra stambanan von Katrineholm                    |
| Dienststation / Betriebs- oder Güterbahnhof · Strecke (außer Betrieb) | 108,6                              | Åby (ehem. Personenhalt)                           | Åby (ehem. Personenhalt)                           |
| Abzweig geradeaus, nach links und von links · Kreuzung geradeaus unten (Strecke geradeaus außer Betrieb) |                                    | Kardonbanan                                        | Kardonbanan                                        |
| Dienststation / Betriebs- oder Güterbahnhof · Strecke (außer Betrieb) |                                    | Norrköping godsbangård                             | Norrköping godsbangård                             |
| Abzweig geradeaus und ehemals von links · Strecke nach rechts (außer Betrieb) |                                    |                                                    |                                                    |
| Bahnhof | (116,2)                            | Norrköping                                         | Norrköping                                         |
| Strecke |                                    | Södra stambanan nach Linköping                     | Södra stambanan nach Linköping                     |
| |                                    |                                                    |                                                    |
| Quellen: |                                    |                                                    |                                                    |

Die Bahnstrecke Järna–Åby ist eine normalspurige Eisenbahnstrecke in Schweden. Der Streckenabschnitt Järna–Nyköping wurde 1913 und der Abschnitt zwischen Nyköping und Åby 1915 eröffnet. Die Strecke wurde mit dem Hintergrund gebaut, zwischen Stockholm und Nyköping neben der Västra Stambanan zwischen Södertälje und Katrineholm eine weitere Strecke als Ausweichroute zur Verfügung zu haben. Erbauer und Betreiber der Strecke waren die Statens Järnvägar (SJ).

## Geschichte
Bereits Ende der 1890er-Jahre wurde wegen des zunehmenden Verkehrs auf der Västra stambanan über den Neubau einer Entlastungsstrecke über Nyköping nachgedacht, um kürzere Fahrzeiten zu erreichen. Am 12. März 1895 wurde beschlossen, die Möglichkeiten einer neuen Bahnstrecke zwischen Järna an der Västra stambanan und Åby an der Södra stambanan zu untersuchen.
Es wurden verschiedene Optionen geprüft, die Planerstellung und Kostenschätzung wurde nur für die Strecke Järna–Nyköping–Norrköping durchgeführt. Am 26. Mai 1907 beschlossen die beiden Kammern des schwedischen Reichstages den Entwurf.
Die Strecke sollte in zwei Etappen errichtet werden, der Baubeginn war im Juni 1908. Die Strecke sollte bis 1909 errichtet sein. Die Baukosten einschließlich der Fahrzeuge wurden mit 13,3 Millionen Kronen veranschlagt. Als erste Etappe wurde der Abschnitt Järna–Enstaberga festgelegt, die zweite Etappe war der Abschnitt Enstaberga–Åby. Die Strecke zwischen Åby und Norrköping wurde parallel zur Östra stambanan errichtet, damit wurde dieser Abschnitt zweigleisig.
Für den ersten Abschnitt erhielt Skånska Cementgjuteriet als Generalunternehmer für ein Angebot von 4,59 Millionen Kronen den Zuschlag. Die Trassierungsarbeiten begannen Ende 1909 und die Bauarbeiten wurden am 1. Dezember 1913 offiziell beendet. Die Betriebsaufnahme zwischen Nyköping und Enstaberga wurde jedoch verschoben, nachdem beschlossen wurde, dass diese erst nach Fertigstellung der Gesamtstrecke, also der zweiten Etappe, erfolgen sollte.
1911 beschlossen die SJ, die zweite Etappe nicht an einen Generalunternehmer zu vergeben, sondern in Eigenregie zu bauen. Die Trassierungsarbeiten begannen im Herbst 1911, im Frühjahr 1914 wurden Schotter und Gleise aufgebracht. Die Bauarbeiten waren am 1. Oktober 1915 beendet – zu diesem Termin wurden der Betrieb auf der Gesamtstrecke aufgenommen.

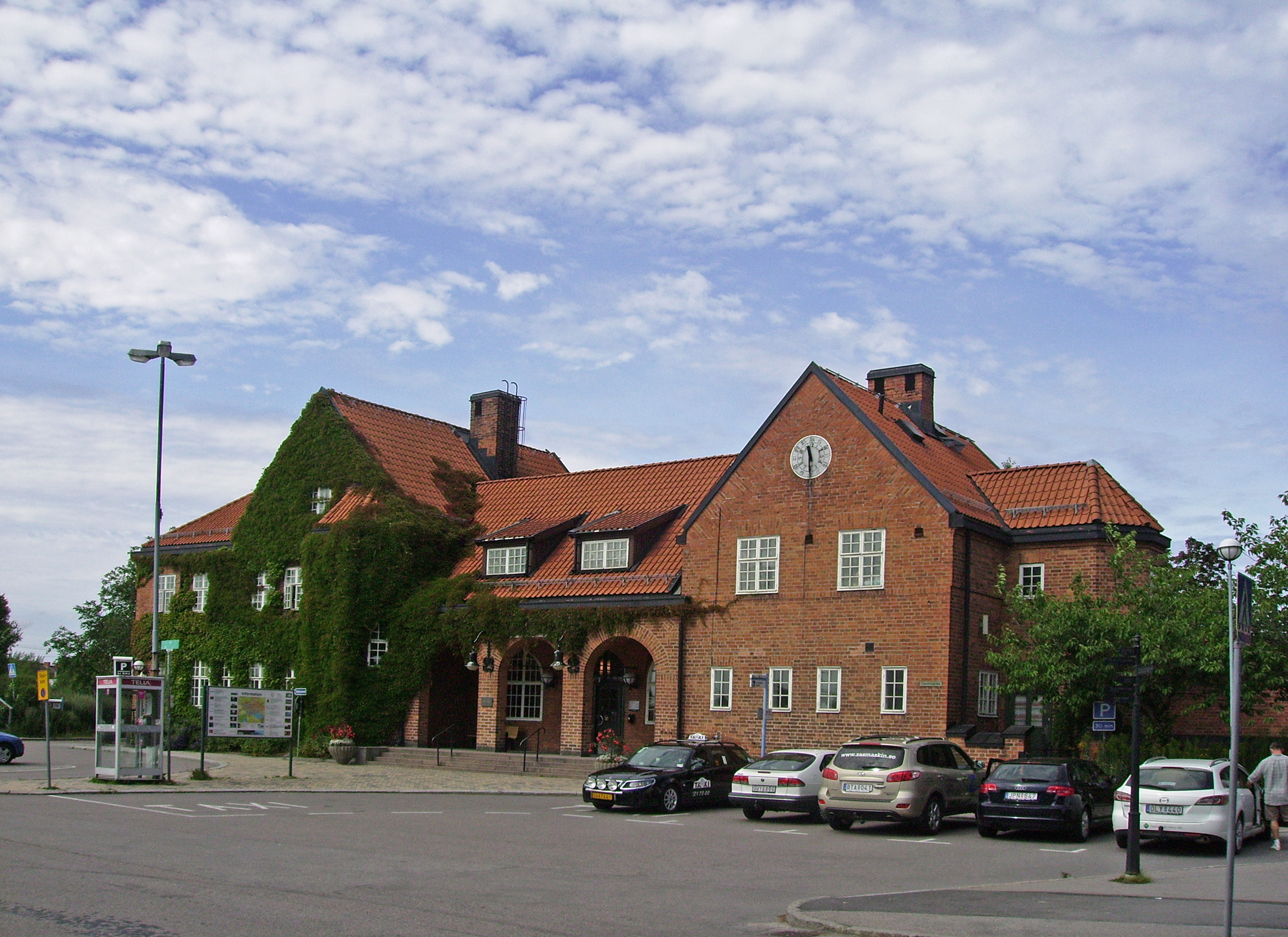
Bahnhof Nyköping

Nyköping wurde bereits seit dem 1. Juni 1876 von der Oxelösund–Flen–Västmanlands Järnväg (OFWJ) mit einer Eisenbahnstrecke erschlossen. Allerdings gelang es wegen verschiedener Probleme nicht, die beiden Strecken in einen gemeinsamen Bahnhof einzuführen.
Nach einer Verlegung des Bahnhofes Åby erfolgte dort die Vereinigung mit der Strecke von Katrineholm. Die neue Strecke mit einer Gesamtlänge von 116,2 Kilometer einschließlich des zur Södra Stambanangehörenden Abschnittes von Åby bis Norrköping war rund 18 Kilometer kürzer als der Weg über Katrineholm.
Die tatsächlichen Kosten der Strecke betrugen nach der Fertigstellung 16,337 Mio. Kronen. Die Schienen hatten ein Metergewicht von 40,5 kg/m. Insgesamt wurden 13 Bahnhöfe, eine Halte-, Lade- und Kreuzungsstelle, zwei Halte- und Ladestellen und zwei Haltepunkte angelegt. 30 Bahnwärterhäuser, ein Lokschuppen mit vier Ständen in Nyköping mit einer 20-Meter-Drehscheibe sowie eine Brücke über die Bahnstrecke Kolmården–Virå wurden errichtet. Der später überflüssige Lokschuppen wurde erst am 4. Mai 2007 abgerissen.
Nach dem Eisenbahnunfall von Getå, einem der schwersten in der schwedischen Bahngeschichte, war die Strecke vom 1. Oktober bis 21. Dezember 1918 geschlossen.

## Ausbau der Strecke
Im Laufe der Jahre wurde die Strecke immer wieder ausgebaut. Der Fahrdraht wurde zwischen Krokek und Åby am 27. Juli 1932 und zwischen Järna und Krokek am 9. August 1932 in Betrieb genommen. Die heutigen Schienen haben meist ein Metergewicht von 50 bis 60 kg/m. Die Schienen sind durchgehend geschweißt und sind zum größten Teil auf Betonschwellen verlegt.
Das Zugsicherungssystem CTC wurde am 20. November 1968 in Betrieb genommen, ATC folgte zwischen Järna und Åby am 9. Juni 1980.
Eine neue, etwa fünf Kilometer lange doppelspurige Einführung in die Västra stambanan in Järna wurde am 20. Mai 1993 in Betrieb genommen.

## Verkehr
Der Verkehr auf der Strecke hat lokalen Charakter. Zudem verkehren einige Güterzüge.
Zwischen 2006 und 2010 verkehrten von den SJ betriebene Doppelstock-X40-Triebwagen zwischen Gävle und Linköping über diese Strecke. Heute verkehren die Lokalzüge auf der Nyköpingsbanan auf Teilstrecken oder auf der Gesamtstrecke zwischen Stockholm und Linköping. Diese sind teilweise aus Zügen mit Lokomotiven, teilweise aus X40-Triebwagen gebildet. Dazu kommen auf dem Abschnitt Nyköping–Norrköping Triebwagen der Typen X12 und X52.
Die Züge zwischen Stockholm und Malmö verkehren über Flen und Katrineholm, die Strecke über Nyköping wird als Umleitungsstrecke bei Verkehrsstörungen benutzt.

## Zukunft
Seit der Namensgebung von Bahnstrecken durch Banverket im Jahre 1990 wird die Strecke als Nyköpingsbanan bezeichnet.
Geplant ist der so genannten Ostlänken, eine neue Eisenbahnverbindung zwischen Södertälje und Linköping. Zweck ist es, Fahrzeiten zu verkürzen, die Kapazität zwischen Stockholm und Norrköping / Linköping zu erhöhen und eine Bahnverbindung zum Flughafen Stockholm-Skavsta außerhalb Nyköpings zu errichten. Eine genaue Streckenführung ist bisher nicht definiert.